# Rhabdatomis draudti
Rhabdatomis draudti är en fjärilsart som beskrevs av William D. Field 1964. Rhabdatomis draudti ingår i släktet Rhabdatomis och familjen björnspinnare. Inga underarter finns listade.